# Lage Ardennen

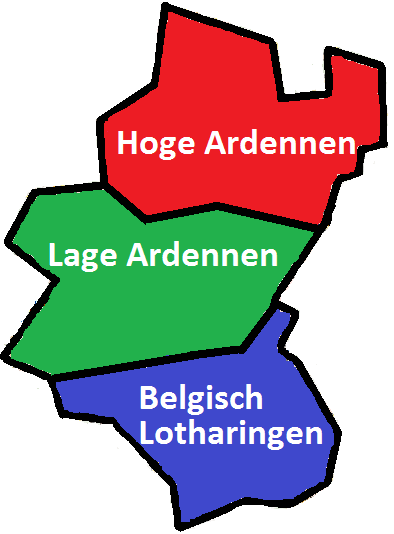
Lage Ardennen in de provincie Luxemburg

De Lage Ardennen betreffen dat gedeelte van het heuvelland van de Ardennen dat zich in het (zuid)westen van dit gebied bevindt. Het gaat hierbij om de Belgische provincies Henegouwen, Namen en zuidelijk Luxemburg plus een aangrenzend deel van buurland Frankrijk. De hoogste toppen, waaronder de Croix Scaille bij Gedinne bereiken net 500 meter.